# Peńkiwka (hromada Stryżawka)
Peńkiwka (ukr. Пеньківка) – wieś na Ukrainie, w obwodzie winnickim, w rejonie winnickim, w hromadzie Stryżawka. W 2001 liczyła 1127 mieszkańców, spośród których 1111 wskazało jako ojczysty język ukraiński, 13 rosyjski, 1 białoruski, a 2 inny.